# Aponoea obtusipalpis
Aponoea obtusipalpis är en fjärilsart som beskrevs av Walsingham 1905. Aponoea obtusipalpis ingår i släktet Aponoea och familjen stävmalar. Inga underarter finns listade i Catalogue of Life.